# Susville
Susville este o comună în departamentul Isère din sud-estul Franței. În 2009 avea o populație de 1.410 de locuitori.

## Evoluția populației
| An        | 1975  | 1982  | 1990  | 1999  | 2006  | 2009  |
| --------- | ----- | ----- | ----- | ----- | ----- | ----- |
| Populație | 1.299 | 1.540 | 1.430 | 1.472 | 1.443 | 1.410 |